# SASL (limbaj de programare)
SASL (de la St Andrews Static Language, alternatively  St Andrews Standard Language) este un limbaj de programare pur funcțional dezvoltat de David Turner la Universitatea Saint Andrews în 1972, bazat pe subsetul aplicativ al ISWIM. În 1976, Turner a reproiectat și reimplementat-o ca limbă nestricătoare (leneșă).
Burroughs Corporation a folosit SASL pentru a scrie un compilator și sistem de operare.